# Tropobracon triangularis
Tropobracon triangularis är en stekelart som först beskrevs av Szepligeti 1911.  Tropobracon triangularis ingår i släktet Tropobracon och familjen bracksteklar. Inga underarter finns listade i Catalogue of Life.